# Саша Туксар
Саша Туксар (нар. 12 травня 1983) — колишній хорватський тенісист.
Найвищу одиночну позицію світового рейтингу — 153 місце досяг 15 серпня 2005, парну — 397 місце — 15 січня 2007 року.
Завершив кар'єру 2014 року.

## Фінали ATP Челленджер і ITF Ф'ючерс

### Одиночний розряд: 5 (1–4)
| Легенда              |
| -------------------- |
| ATP Челленджер (0–2) |
| ITF Ф'ючерс (1–2)    |

| Фінали за покриттям |
| ------------------- |
| Тверде (0–1)        |
| Ґрунт (1–3)         |
| Трава (0–0)         |
| Килим (0–0)         |

| Результат | В-П | Дата     | Турнір                        | Рівень     | Покриття | Суперник               | Рахунок  |
| --------- | --- | -------- | ----------------------------- | ---------- | -------- | ---------------------- | -------- |
| Поразка   | 0–1 | Тра 2003 | Алжир F3, Алжир (місто)       | Ф'ючерс    | Ґрунт    | Лямін Уахаб            | 4–6, 2–6 |
| Поразка   | 0–2 | Чер 2003 | Словенія F3, Копер (Словенія) | Ф'ючерс    | Ґрунт    | Ладіслав Шварць        | 2–6, 4–6 |
| Перемога  | 1–2 | Сер 2004 | Хорватія F4, Чаковець         | Ф'ючерс    | Ґрунт    | Ферран Вентура-Мартель | 6–1, 6–4 |
| Поразка   | 1–3 | Вер 2004 | Донецьк, Україна              | Челленджер | Тверде   | Марко К'юдінеллі       | 3–6, 2–6 |
| Поразка   | 1–4 | Сер 2005 | Сан-Марино, Сан-Марино        | Челленджер | Ґрунт    | Хуан Антоніо Марін     | 2–6, 4–6 |